# Brunetto Latini
Brunetto Latini, uváděn též jako Burnectus Latinus nebo Burnecto Latino (asi 1210, Florencie – 1294, Florencie) byl italský středověký učenec a spisovatel.

## Život
V letech 1254–1255 byl notářem ve Florencii. Po porážce Guelfů (k nimž náležel) u Montaperti, hledal útočiště ve Francii. Zde sepsal veliké encyklopedické dílo shrnující veškeré středověké vědění a nazval je Li livres dou tresor. Knihu napsal ve francouzštině. Do Itálie se vrátil po vítězství Guelfů u Beneventa. Vydal pak i italskou verzi své encyklopedie pod názvem Tesoretto, ovšem ve verších. Ottův slovník naučný je hodnotil takto: „Avšak allegorie Brunettovy nemají básnického půvabu: jeť v nich Brunetto jen učencem, který tu píše pro italské čtenáře méně vzdělané v rouše zábavném, co byl napsal ve franc. Trésoru.“ Byl přítelem a rádcem Dante Alighieriho a velká část údajů v Danteho Božské komedii je právě z Latiniho encyklopedie Trésor. Naopak z Latiniho udělal Dante jedním z hrdinů této své slavné knihy, vystupuje zde v oddíle Peklo.